# Diego Gavilán
Diego Gavilán (1 de març de 1980) és un exfutbolista paraguaià.

## Selecció del Paraguai
Va formar part de l'equip paraguaià a la Copa del Món de 2002 i 2006. Va destacar a la lliga anglesa a les files del Newcastle United el 2000.